# Alauda
Alauda es un género de aves paseriformes perteneciente a la familia Alaudidae. Lo componen tres especies de alondras de Eurasia y África, entre las que se incluye la alondra común. El nombre del género es la palabra latina que significa «alondra». Plinio el Viejo creía que la palabra era de origen celta.

## Especies
El género contiene cuatro especies:
- Alauda leucoptera - calandria aliblanca;
- Alauda razae - alondra de Raso;
- Alauda gulgula - alondra oriental;
- Alauda arvensis - alondra común.